# Irénée Rochard
Pour les articles homonymes, voir Rochard.
Irénée Félix René Rochard, né le 16 janvier 1906 à Villefranche-sur-Saône et mort le 29 mars 1984  à Paris, dans le  15e arrondissement, est un sculpteur animalier français.

## Biographie
De 1924 à 1928, Irénée Rochard étudie aux écoles des Beaux-Arts et des Arts Décoratifs, à partir de 1938, il était membre de la Société nationale des beaux-arts. Entre-deux-guerres, il est proche d'autres sculpteurs animaliers, comme François Pompon et Édouard-Marcel Sandoz. 
Il a sculpté  des centaines d'animaux, des chevaux, des singes, des gazelles, des panthères, des oursons, des canards, des bisons, des pélicans, des dromadaires, des chiens et d'autres dans le style Art déco. Il utilise la céramique, le bois, le granit et le marbre, mais surtout le bronze. 
Il a créé quelques sculptures avec Ugo Cipriani, souvent signées Menneville et Rochard ; variations sur le thème d’une femme avec un ou plusieurs chiens, les figures féminines étant de Menneville (Ugo Cipriani) et les chiens de lui-même. 
La ville de Paris a acheté certaines de ses œuvres (1937, 1950, 1954, 1965, 1968), ainsi que la ville de New York en 1938.

## Prix
- 1941 – Médaille de bronze de la Société nationale des beaux-arts
- 1948 – Médaille d’argent de la Société nationale des beaux-arts
- 1952 – Médaille d’or de la Société nationale des beaux-arts
- 1965 – Membre du jury de la Société nationale des beaux-arts
- 1980 – Médaille d’honneur de la Société nationale des beaux-arts
- 1981 – Prix Édouard-Marcel Sandoz de sculpture animalière
- 1960 – Prix Taylor
- 1961 – Prix de l’Académie des Beaux-Arts
- 1964 – Prix Arthur-Leduc
- 1970 – Prix de l’Institut de France
- 1973 – Prix de l’Institut des Beaux Arts
- 1976 – Prix Thérèse-Rivière